# Lina Boudreau
Lina Boudreau est une chanteuse et une choriste originaire de Memramcook, au Nouveau-Brunswick.

## Biographie
Lina Boudreau est originaire de Memramcook, au Nouveau-Brunswick.
En 1985, elle termine finaliste au Festival international de la chanson de Granby dans la catégorie auteur-compositeur-interprète. Elle devient chanteuse et choriste pour plusieurs artistes dont Zachary Richard, Richard Séguin et Roch Voisine. Sa carrière à titre d'artiste solo débute en 1994 avec la sortie de son premier album Plus jamais la mer.
En 2003, elle sort son premier album de chansons de Noël, intitulé Noël. À partir de cette année-là, elle donne des concerts de Noël chaque année,. En 2009, elle sort son deuxième album de Noël, intitulé Noël Lounge, qui est en partie une reprise de l'album de 2003,. Sur cet album, au style lounge et jazz, elle chante seule ou avec Zachary Richard, ou bien Ranee Lee. En 2014, la chanson Noël Jazz, présente sur l'album Noël Lounge, est reprise dans une compilation internationale par la maison de disque Putumayo pour sa collection French Christmas. Cette chanson est inspirée d'une comptine pour enfant revisitée musicalement avec un style jazz,. La chanteuse est principalement connue pour un univers musical blues et jazz.
En 2015, elle participe au théâtre musical La Vallée des possibles, un spectacle en l'honneur du prête acadien Camille Lefebvre.
Elle demeure dans Les Laurentides, au Québec.

## Prix
- Prix de la chanson de Caraquet[1]

## Discographie
- 2013: Si fragile univers
- 2009: Noël Lounge
- 2003: Noël
- 1999: Femme de l'eau
- 1994: Plus jamais la mer